# 経営安定基金
経営安定基金（けいえいあんていききん）は、JRグループのうち三島会社と呼ばれる北海道旅客鉄道（JR北海道）、四国旅客鉄道（JR四国）、九州旅客鉄道（JR九州）の経営を支えるために設けられた基金である。国からの実質的な補助金であり、持参金と揶揄されることがある。2016年以降、JR九州は上場化を果たしたことにより対象外となり現在はJR北海道・JR四国の2社に設けられている。

## 概要
経営安定基金の運用益により三島会社の営業損失を補填することを目的として設置されており、三島会社は、経営安定基金資産を機構貸付けや市場での有価証券の売買等により運用（以下、市場で行う運用を「自主運用」という。）することにより、利息収入、配当収入等を得ている。経常利益が営業収益のおおむね1％となるように設定され、その運用収益は三島会社の財務諸表において経常損益に含められている。1987年4月1日に日本国有鉄道（国鉄）が分割民営化された際、JR北海道、JR四国、JR九州の3社に対し、各社の赤字規模に応じて
- JR北海道 - 6822億円
- JR四国 - 2082億円
- JR九州 - 3877億円

の合わせて1兆2781億円が国鉄清算事業団より拠出、交付された。
上記3社はそれぞれ北海道・四国・九州を営業区域としている。本州内を営業区域とする本州三社は、大都市圏の通勤路線や新幹線を運営しているため多くの運輸収入が見込まれ、経営基盤が安定していると判断されたことから、国鉄の長期債務を承継している。一方、当時のJR北海道・JR四国・JR九州のいわゆる三島会社は新幹線を運営しておらず、不採算のローカル線を多く抱えているため、鉄道事業で収益を出すことが難しく経営基盤が弱いと判断されたため、国鉄の長期債務を承継させなかった。
旅客鉄道株式会社及び日本貨物鉄道株式会社に関する法律第12条第3項の規定により、基金を取り崩すことは原則として禁止されている。

## JR九州
JR九州は九州新幹線の開業、多数の観光列車の運行、経営の多角化などにより経営状態はよく、経営安定基金への依存度もJR北海道やJR四国よりも低い状態であった。特に鉄道事業以外の関連事業の収支がよく、積極的な新規事業の展開もあり、関連事業からの収益は全体の営業収益の5割を超えている。また、鉄道事業にも力を入れており、2013年に豪華寝台列車「ななつ星in九州」を投入し、旅行需要を掘り起こした。旅客鉄道株式会社は、経営基盤の確立等諸条件が整い次第、逐次株式を処分し、できる限り早期に純民間会社とするなどとされている。こうしたことから鉄道事業の営業赤字を補填してもなお、経営安定基金の運用益が余る状態であったことから完全民営化を目指すようになった。

### 完全民営化の達成
完全民営化にはJR会社法の改正が必要であったため、国会で審議が行われた。国土交通省は、平成26年10月に同鉄道局、九州運輸局、機構等で構成する「JR九州完全民営化プロジェクトチーム」を設置してJR九州の経営状況や株式上場に関する課題等を検討した。その結果、平成27年の第189回通常国会において収益性が高まり、上場後も安定的に経営できる環境が整って来たと判断され、JR会社法の改正法が成立した。これに基づいて2016年4月1日から、JR九州はJR会社法から除外された。
上場する際、経営安定基金を保有したまま上場するか、返還するかが問題になった。JR九州は、「経営安定基金は、持参金としてもらったもの。返還すると鉄道経営が厳しくなる」と主張していたが、財務省を中心に「経営安定基金はもともと国民の財産。上場するなら国に返還して長期債務の返済に充当するべき」として返還を求める主張があった。2015年1月27日、国土交通省は「不採算路線を含めた路線網を維持するためには、経営安定基金の機能を維持する必要がある」という意見を出し、JR九州の状態を考慮して経営安定基金を国庫に返納させず取り崩すことを認めた。経営安定基金の取り崩しを認めた理由について、麻生太郎財務大臣は「債務返済によってJR九州の経営が安定、経営内容が良くなって上場すれば、売り出し価格が上がり、国に納付されるお金が増えます。まあ、そういう具合にうまく回ればいいなということです」と答えた。また、太田昭宏国土交通大臣は、「基金の活用で上場後も安定して経営ができるようになる」と答えた。そして、独立行政法人鉄道建設・運輸施設整備支援機構はJR九州の保有株式をすべて売却し、2016年10月25日にJR東日本、JR西日本、JR東海に次ぐJRグループ4社目の株式上場と完全民営化を達成した。経営安定基金の取り崩し分は、「自由に処分できない資産を持ち続けることは、経営の自主性が損なわれる」として上場前に全額を使うことになった。具体的には、長期借入金の返済に800億円、九州新幹線の線路使用料の一括前払いに2205億円、鉄道事業に872億円を充て、財務基盤を強化する計画になっている。また、取り崩した金額に相当する金額を純資産の部にその他資本剰余金として整理するものとする。

## JR北海道・JR四国

### 現状
JR北海道とJR四国は、現在でも独立行政法人鉄道建設・運輸施設整備支援機構が、株式を100%を所有している特殊会社である。少子高齢化や地方の過疎化、高速道路の延伸によって利用者の減少が続いている。2002年以降業務の効率化等に取り組んできているものの、輸送密度の低迷している線区の状況は改善しておらず、鉄道事業で大幅な赤字となっており、鉄道事業単体の営業赤字を経営安定基金の運用利益で相殺しているのが実情で、経営安定基金に頼っている状態である。また、JR四国では、2011年度まではJR北海道と同様の状況であるが、2012年度以降は、機構特別債券受取利息や経営安定基金運用収益の増加により、鉄道営業費と比べて経常収入が上回っている。子会社を通じた関連事業の収益もあまりよくなく、完全民営化や経営安定基金への依存からの脱却は難しいのが現状である。子会社等の状況についてみると、JR北海道では関連事業の増収等により2014年度末の子会社等の剰余金は282億円となっており、JR四国では2014年度末の子会社等の剰余金は35億円となっているものの、2014年度の子会社等の営業収益は2002年度よりも減少している。
近年、経営安定基金の運用利益が低下しており、国鉄分割民営化直後の1987年度は498億円だったものが、1997年度には324億円、2007年度は273億円、2016年度は236億円である。経営安定基金の運用に当たり、リスク管理のポートフォリオ等を定めているが、2007年度から2010年度各社とも経営安定基金の運用収益が減少したり減損処理による特別損失が発生したりする状況が見受けられた。JR北海道及びでは、2008年度のリーマン・ショックを契機とした景気の後退により、運用費用として株式等の売却損が多額に生ずるなどして運用収益が減少したことから、同年度の自主運用に係る利回りはそれぞれ、2.23％、1.62％と落ち込んでいる。また、JR四国でも同様の状況となっており、特に2010、2011年度は自主運用において株式等の売却損が生ずるなどしたため、利回りが大きく落ち込んでいる。さらに、景気の後退による影響で、経営安定基金運用収益の減少だけでなく、各社とも、経営安定基金資産の自主運用における株式等の評価額の減少による減損処理を行うこととなり、JR北海道は2008年度に21億円、JR四国は2008、2010年度に計87億円の特別損失を計上している。JR北海道は、2005年、2008年度に、経営安定基金のうち計430億円を子会社である株式会社北海道ジェイ・アール商事（以下「北海道JR商事」という。）を経由して民間金融機関に貸し付けている。北海道JR商事から当該民間金融機関への貸付利率と、JR北海道から北海道JR商事への貸付利率とでは差があり、利息年額1000万円程度が毎年度北海道JR商事の収益となっていた。その後の株価等の上昇により2014年度末では、経営安定基金資産の時価評価差額がJR北海道では1195億円、JR四国では259億円となっている。JR北海道は、経営安定基金評価益の実現化前倒しや、国からの支援の計上により、2021年度第1四半期は、経常利益及び親会社株主に帰属する四半期純利益はともに黒字に転換した。

### JRへの支援
1997年から2016年にかけて経営安定基金の借り入れによる助成勘定を利用した処置が行われ、累計支払い利子額は、JR北海道に2788億円、JR四国に1146億円に達した。JR北海道、JR四国及びJR貨物に対して政府は、経営自立に向けて2011年度以降、日本国有鉄道清算事業団の債務等の処理に関する法律（平成 10 年法律第 136 号）に基づく枠組みを活用した助成金の交付等の支援を行っている。低金利の長期化によって運用収益が落ち込んでいる状況ことを踏まえ、2010年に経営安定基金の事実上の積み増しとして、鉄道建設・運輸施設整備支援機構の利益剰余金を利用したJR北海道への無利子貸し付けが実施された。この「特別債券借入金」2200億円は特別債券の購入に充当され、発行から10年間、年2.5％の金利に相当する55億円の利息収入が約束されている。しかしこの特別債券は、償還期間が20年なため恒久的な措置ではなく、経営が厳しい状況には変わりはない。このため2018年7月28日、2019年度から2020年度の間にJR北海道に400億円の財政支援を行うことが決定された。また、2021年1月29日に閣議決定され、同年3月26日参議院で可決・成立された日本国有鉄道清算事業団の債務等の処理に関する法律の改正法により、JR北海道に3年間で1302億円、JR四国に5年間で1025億円の財政支援と、両社への財政支援を2030年度まで継続できるようになった。この財政支援は、経営安定基金の運用収益を一定程度確保できるようにすること、両社が新たに発行する株式を交換する「債務の株式化」を行うこと、金融機関に返済する利子分を補助すること、青函トンネルや瀬戸大橋の改修などに使われる。これに基づいて国土交通省は2021年9月28日、10年間でJR北海道に対し約1450億円、JR四国に対し約1000億円の財政支援を行う事を発表した。また、JR北海道の経営安定基金6822億円のうち約2900億円を、JR四国の同2082億円のうちほぼ全額を鉄道建設・運輸施設整備支援機構が借り受け、年5%の利息を支払うことで財政支援を行うことを発表した。この経営安定基金の下支えによってJR北海道は、7月に1600億円、9月に1370億円を貸し付け20億円の利息を得て、2021年度第3四半期では、運用利益が前期より2.8倍と大幅に増加した。貸し付け資金を調達するため金融資産を売却し、309億円を経営安定基金に上積みした。JR四国でも経営安定基金の下支えを受ける際の貸し付け資金を確保するために保有株式の評価益決算を前倒ししたことにより、42億円の大幅増となった。